# Гражданский договор солидарности
Гражданский договор солидарности, ПАКС (фр.  Pacte civil de solidarité, PACS) — законодательная система во Франции, принятая 15 ноября 1999 года при правительстве Жоспена. С гражданским договором солидарности закон предложил гомосексуальным или гетеросексуальным парам, проживающим вне брака, некоторые минимальные личные и имущественные права. Впоследствии реформой от 23 июня 2006 года (с дополнением от 23 декабря 2006 года) 1 января 2007 года вступил в силу обновлённый ПАКС, расширяющий права партнёров.

## Права и обязанности
Система ПАКСа рождена из желания заполнить юридическую пустоту, окружающую неженатые пары, в том числе гомосексуальные. Она позволяет обеспечить минимальную юридическую безопасность, находясь между простым сожительством и браком. В связи с избранием Франсуа Олланда и приходом к власти социалистической партии в мае и июне 2012 года ожидается принятие закона о брачном равенстве не позднее весны 2013 года.
Гражданский договор солидарности является контрактом, который заключается между двумя физическими лицами с целью организации их совместной жизни. Эти двое должны быть совершеннолетними и не состоящими в браке, не являться близкими родственниками. При этом пол партнёров не имеет значения. ПАКС невозможно заключить между тремя и более лицами. Лица, заключившие ПАКС, должны проживать совместно (даже если, в случае необходимости, каждый располагает отдельным жилищем).
Главным отличием ПАКСа от брака являются условия его расторжения: автоматически, по просьбе одного из партнёров.
В соответствии с циркуляром Министерства внутренних дел от 30.10.2004, вид на жительство предоставляется иностранному партнёру гражданина Франции или гражданина одной из стран, входящих в ЕС, при условии, что партнёры живут вместе на протяжении как минимум одного года.

## Статистика
Несмотря на то, что ПАКС был создан, прежде всего, для гомосексуальных пар, в 2009 году 95 % всех заключённых союзов являлись разнополыми.
В 2010 году во Франции было заключено 251654 брака, в то же самое время ПАКСу своё предпочтение отдали 205550 пар (включая 9145 ПАКСов, заключённых между лицами одного пола).
В таком союзе состояли бывший президент Франции Франсуа Олланд и Сеголен Руаяль.